# Rojentsovo
Rojentsovo (en russe : Роженцово) est un village de Russie dans l'arrondissement (raïon) de Charanga de l'oblast de Nijni Novgorod, siège administratif du conseil rural de Rojentsovo, qui lui comptait 947 habitants en 2021.

## Géographie
Rojentsovo se trouve à 11 km au sud du chef-lieu d'arrondissement Charanga.

## Histoire
Le village est fondé en 1833 par des paysans venus de l'ouïezd de Iaransk. L'église Notre-Dame-de-Kazan est construite en 1872. Elle est inscrite au patrimoine culturel d'importance régionale. Un kolkhoze d'industrie du bois est en activité de 1933 à 1950 et trois kolkhozes agricoles sous la période soviétique. Le nombre d'habitants est de 314 habitants en 1905; 492 en 1926, 303 en 1950.

## Population
La population habitant à l'année est de 461 habitants en 2002 et de 947 habitants en 2021. La population croît pendant la belle saison grâce à ses résidences secondaires (datchas).